# Virginia Slims of Los Angeles 1984
Virginia Slims of Los Angeles 1984 — жіночий тенісний турнір, що проходив на відкритих кортах з твердим покриттям Manhattan Country Club у Мангеттен-Біч (США). Належав до Світової чемпіонської серії Вірджинії Слімс 1984. Тривав з 1 жовтня до 7 жовтня 1984 року. Перша сіяна Кріс Еверт-Ллойд здобула титул в одиночному розряді.

## Фінальна частина

### Одиночний розряд
Кріс Еверт-Ллойд —  Венді Тернбулл 6–2, 6–3
- Для Еверт-Ллойд це був 5-й титул в одиночному розряді за сезон і 131-й — за кар'єру.

### Парний розряд
Кріс Еверт-Ллойд /  Венді Тернбулл —  Беттіна Бюнге /  Ева Пфафф 6–2, 6–4
- Для Еверт-Ллойд це був 5-й титул за сезон і 152-й - за кар'єру. Для Тернбулл це був 2-й титул за сезон і 57-й — за кар'єру.